# アートユニオン
株式会社アートユニオンは日本のCD制作会社。主にインディーズ盤を制作している。ここでは前身にあたるオーディオメーカー、トリオ（現:JVCケンウッド）のレコード部門、「トリオレコード」も取り上げる。

## トリオレコード時代
- 1969年9月 トリオのレコード部門として「トリオレコード」を立ち上げる。
- 1973年 本田竹曠「ジス・イズ・ホンダ」がジャズディスク大賞「1972年度 最優秀録音賞」受賞
- 1980年 竜鉄也「奥飛騨慕情」が大ヒットする。
- 1984年 トリオレコードとしての活動を終える。

## アートユニオン時代
- 1981年 トリオ・アートユニオンを設立。当初は原盤管理会社としてスタートした。
- 1985年 アートユニオンと改名。
- 2003年 洋楽のロックとポップスを専門に扱うレーベル「アート ユニオン・レコーディングス」及び、邦楽のジャズを扱うレーベル 「アット・ジャズ」を設立。
- 2004年 ハードロックとヘヴィメタルを扱うレーベル「ステイ・ゴールド」を設立。
- 2005年 ダンス・ミュージックとエレクトロニカを扱うレーベル「モアムウ」を設立。
- 2008年 プランチャ、ロイト、リッスン・アップの3レーベルを設立。
- 2008年 音楽配信サービスを開始。

## 所属アーティスト

### トリオレコード
- 佐伯みどり（トリオレコード新人第1号として「ポケット」でデビュー、その後「あなたを待ちわびて」を出す）
- 荒木一郎
- かまやつひろし
- 木の実ナナ
- クールス・ロカビリークラブ
- 島田歌穂
- 塚田三喜夫（「まんが 水戸黄門」主題歌など）
- デビル雅美
- 左とん平
- 竜鉄也「奥飛騨慕情」
- アラジン・スペシャル
- 原めぐみ
- 岩城滉一
- ザ・キッパーズ
- ローズマリー
- 福居良
- TRIOレコードレーベル 敏いとうとハッピー&ブルー「星降る街角」
- 恋の糸車
- キースジャレット（鬼才ジャズピアニスト）
- 湯原昌幸

### トリオレコードの傘下レーベル
ショーボート
- 南佳孝
- 憂歌団
- 外道
- 吉田美奈子
- 誰がカバやねんロックンロールショー
- ザリバ（矢野顕子が在籍）

SMSレコード
- BOWWOW

### アートユニオン

#### ステイ・ゴールド
- アヴァター
- イノセント・ロージー
- ヴェガ
- エクスキャリオン
- オスカル
- クレイジー・リックス
- ジェフ・スコット・ソート
- ストレンジウェイズ
- ドラゴニー
- プライム・サスペクト
- ブラックガード
- ブラック・マジェスティ
- ブルース・キューリック
- ホーリー・フォース
- マンティコラ
- リック・スプリングフィールド
- ワイルドパス
- BEGGARS & THIEVES
- Ethereal Sin
- MinstreliX
- VRAIN
- Crying Machine
- Nameless One